# پورتلند (آیووا)
پورتلند (به انگلیسی: Portland) شهری در ایالت آیووا کشور ایالات متحده آمریکا است که جمعیت آن در سرشماری سال ۲۰۱۰ میلادی، ۳۵ نفر بوده‌است.